# 约翰尼·雷普
约翰尼·雷普（Johnny Rep，1951年11月25日—）是一名荷兰已退役的职业足球运动员，退役前司职右边锋。他是荷蘭國家足球隊在國際足協世界盃上進球數最多的球員，進球數量為7個。约翰尼·雷普曾效力於聖伊天體育會 。